# 1988年夏季奥林匹克运动会网球比赛
1988年夏季奥林匹克运动会网球比赛是1988年夏季奥林匹克运动会的其中一个比赛大项，于1988年9月20日-10月1日在汉城汉城奥林匹克公园网球中心进行。这是网球在巴黎举行的1924年夏季奥林匹克运动会后重新成为夏季奥林匹克运动会的正式比赛项目。此前网球在1968年和1984年属于表演项目。

## 奖牌得主
| 项目              | 金牌                                    | 银牌                                                | 铜牌                                                    |  |  |  |
| 男子单打 （詳細） | 米洛斯拉夫·梅奇日 · 捷克斯洛伐克（TCH） | 提姆·马约特 · 美国（USA）                           | 斯蒂芬·埃德伯格 · 瑞典（SWE）                           |  |  |  |
| 男子单打 （詳細） | 米洛斯拉夫·梅奇日 · 捷克斯洛伐克（TCH） | 提姆·马约特 · 美国（USA）                           | 布拉德·吉尔伯特 · 美国（USA）                           |  |  |  |
| 男子双打 （詳細） | 美国（USA） · 肯·弗拉赫 · 罗伯特·塞古索 | 西班牙（ESP） · 埃米利奥·桑切斯 · 塞尔希奥·卡萨尔   | 捷克斯洛伐克（TCH） · 米洛斯拉夫·梅奇日 · 米兰·什赖贝尔 |  |  |  |
| 男子双打 （詳細） | 美国（USA） · 肯·弗拉赫 · 罗伯特·塞古索 | 西班牙（ESP） · 埃米利奥·桑切斯 · 塞尔希奥·卡萨尔   | 瑞典（SWE） · 斯蒂芬·埃德伯格 · 安德斯·耶吕德           |  |  |  |
|                   |                                         |                                                     |                                                         |  |  |  |
| 女子单打 （詳細） | 施特菲·格拉芙 · 西德（FRG）             | 加布里埃拉·萨巴蒂尼 · 阿根廷（ARG）                 | 齐娜·加里森 · 美国（USA）                               |  |  |  |
| 女子单打 （詳細） | 施特菲·格拉芙 · 西德（FRG）             | 加布里埃拉·萨巴蒂尼 · 阿根廷（ARG）                 | 曼努埃拉·马列娃-弗拉尼耶尔 · 保加利亚（BUL）            |  |  |  |
| 女子双打 （詳細） | 美国（USA） · 帕姆·施赖弗 · 齐娜·加里森 | 捷克斯洛伐克（TCH） · 雅娜·诺沃特娜 · 海伦娜·苏科娃 | （AUS） · 伊丽莎白·斯迈利 · 温迪·特恩布尔               |  |  |  |
| 女子双打 （詳細） | 美国（USA） · 帕姆·施赖弗 · 齐娜·加里森 | 捷克斯洛伐克（TCH） · 雅娜·诺沃特娜 · 海伦娜·苏科娃 | 西德（FRG） · 施特菲·格拉芙 · 克劳迪娅·科德-基尔施      |  |  |  |

## 奖牌榜

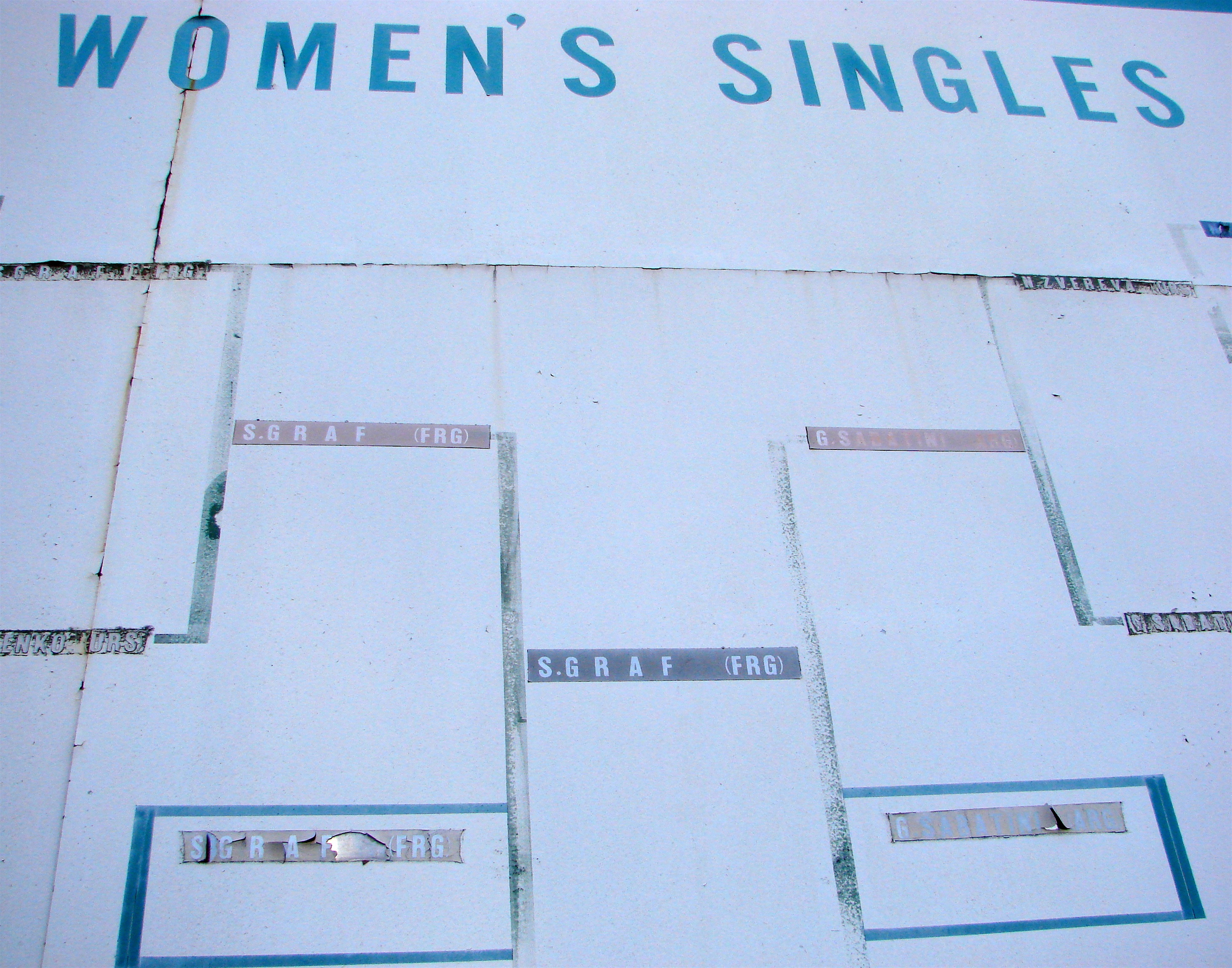
记在女子单打签表的文件，直到2006年仍然在使用这种计分板模式。

| 排名                     | 国家 / 地区              | 金牌 | 銀牌 | 銅牌 | 总计 |
| ------------------------ | ------------------------ | ---- | ---- | ---- | ---- |
| 1                        | 美国（USA）              | 2    | 1    | 2    | 5    |
| 2                        | 捷克斯洛伐克（TCH）      | 1    | 1    | 1    | 3    |
| 3                        | 西德（FRG）              | 1    | 0    | 1    | 2    |
| 4                        | 阿根廷（ARG）            | 0    | 1    | 0    | 1    |
| 4                        | 西班牙（ESP）            | 0    | 1    | 0    | 1    |
| 6                        | 瑞典（SWE）              | 0    | 0    | 2    | 2    |
| 7                        | （AUS）                  | 0    | 0    | 1    | 1    |
| 7                        | 保加利亚（BUL）          | 0    | 0    | 1    | 1    |
| 总计（共8个国家 / 地区） | 总计（共8个国家 / 地区） | 4    | 4    | 8    | 16   |